# Rajd Finlandii 1977
Rajd Finlandii 1977 (27. Jyväskylän Suurajot - Rally of the 1000 Lakes) – 27 Rajd Finlandii rozgrywany w Finlandii w dniach 26-28 sierpnia. Była to siódma runda Rajdowych Mistrzostw Świata w roku 1977. Rajd został rozegrany na nawierzchni szutrowej. Bazą rajdu było miasto Jyväskylä.

## Wyniki końcowe rajdu[1]
| Msc. | Kierowca          | Pilot            | Samochód           | Czas    | Strata | Grupa | Pkt zespół | Pkt kierowca |
| ---- | ----------------- | ---------------- | ------------------ | ------- | ------ | ----- | ---------- | ------------ |
| 1.   | Kyösti Hämäläinen | Martti Tiukkanen | Ford Escort RS1800 | 04:26.1 | -      | 4     | 10+8       | 9            |
| 2.   | Timo Salonen      | Jaakko Markkula  | Fiat 131 Abarth    | 04:30.3 | +4.25  | 4     | 9+7        | 6            |
| 3.   | Björn Waldegård   | Claes Billstam   | Ford Escort RS1800 | 04:36.2 | +10.16 | 4     |            | 4            |
| 4.   | Markku Saaristo   | Timo Alanen      | Toyota Corolla     | 04:45.4 | +19.35 | 4     | 7+5        | 3            |
| 5.   | Henri Toivonen    | Antero Lindqvist | Chrysler Avenger   | 04:52.3 | +26.19 | 1     | 6+8        | 2            |
| 6.   | Erkki Pitkänen    | Juhani Paalama   | Chrysler Avenger   | 04:58.3 | +32.23 | 2     |            | 1            |
| 7.   | Franz Wittmann    | Helmut Deimel    | Opel Kadett GT/E   | 05:01.1 | +35.02 | 4     | 4+4        |              |
| 8.   | Kyösti Saari      | Jorma Hakanen    | Opel Kadett GT/E   | 05:05.5 | +39.41 | 1     |            |              |
| 9.   | Timo Jouhki       | Juha Piironen    | Opel Kadett GT/E   | 05:08.0 | +41.57 | 2     |            |              |
| 10.  | John Haugland     | Bruno Berglund   | Škoda 130RS        | 05:09.4 | +43.39 | 2     | 1+6        |              |

## Punktacja

### Klasyfikacja producentów
| Lp | Producent | Pkt. |
| -- | --------- | ---- |
| 1  | Ford      | 100  |
| 2  | Fiat      | 94   |
| 3  | Opel      | 51   |
| 4  | Toyota    | 44   |
| 5  | Lancia    | 32   |

- Uwaga: Tabela obejmuje tylko pięć pierwszych miejsc.

### Klasyfikacja  FIA Cup for Rally Drivers
| Lp | Producent         | Pkt. |
| -- | ----------------- | ---- |
| 1  | Björn Waldegård   | 28   |
| 2  | Sandro Munari     | 22   |
| 3  | Ari Vatanen       | 15   |
| 4  | Markku Alén       | 13   |
| 4  | Kyösti Hämäläinen | 13   |

- Uwaga: Tabela obejmuje tylko pięć pierwszych miejsc.